# اختبار الحريق

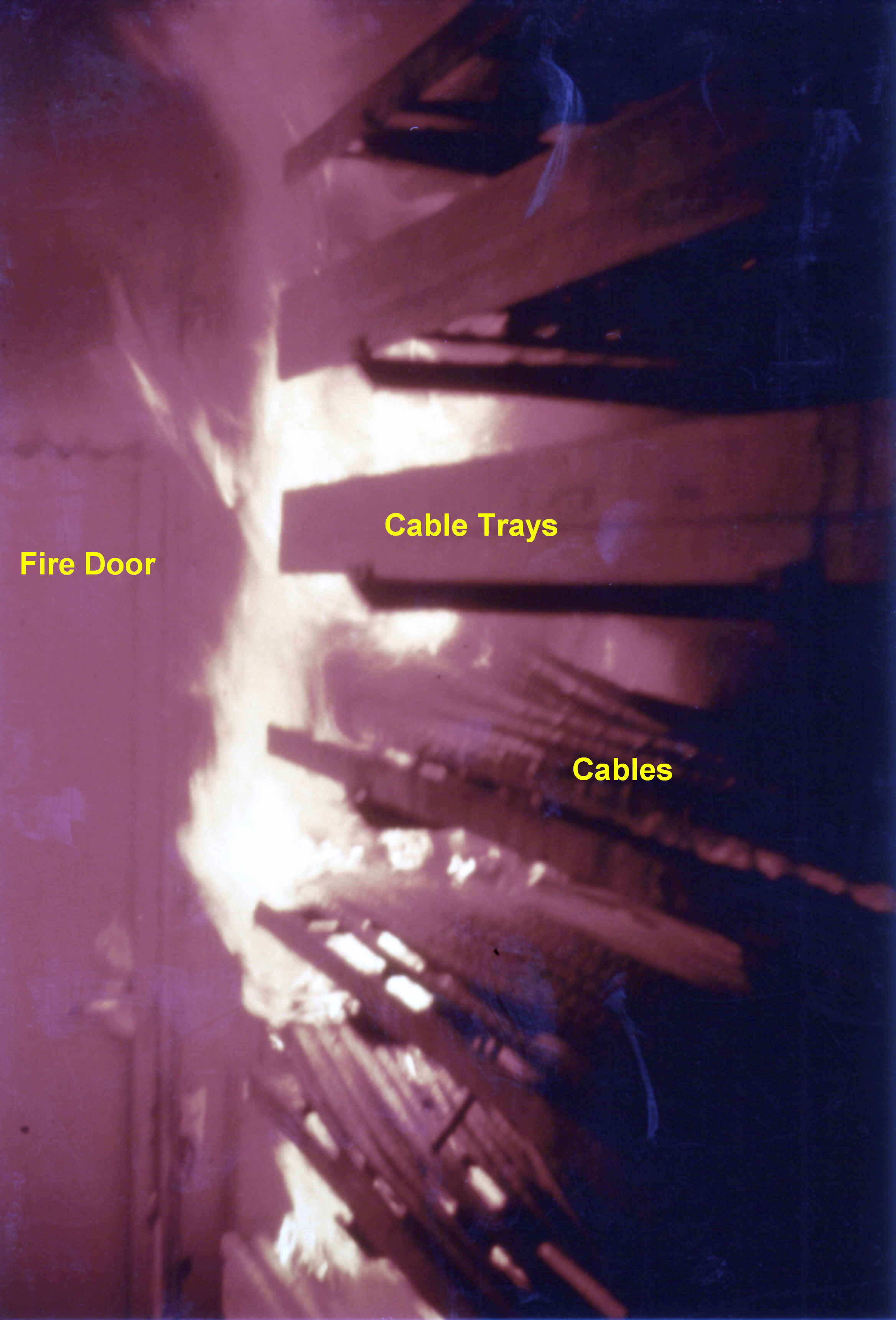
اختبار حريق في السويد، يظهر انتشار الحريق بسرعة من خلال حرق أغلفة الكابلات من حامل كابلات إلى آخر

اختبار الحريق هو اختبار منتجات الحماية من الحرائق لتحديد تلبيتها لمعايير الأداء الدنيا المنصوص عليها في قانون البناء أو التشريعات الأخرى المعمول بها. تؤدي الاختبارات الناجحة في المختبرات الحائزة على الاعتماد الوطني للاختبار والشهادة إلى إصدار قائمة شهادات.
تشمل المكونات والأنظمة الخاضعة لاختبارات الحرائق المعتمدة الجدران والأرضيات المقاومة للحريق والإغلاقات داخلها مثل النوافذ وأبواب الحرائق ومثبطات الحرائق والصلب الهيكلي وإيقاف الحرائق. تُجرى اختبارات الحرائق على عناصر الحماية من الحرائق النشطة وعلى عناصر الحماية من الحرائق السلبية. هناك اختبارات على نطاق كامل واختبارات على نطاق صغير واختبارات على نطاق المختبر.
يأخذ اختبار الحرائق في الاعتبار جميع الأحكام المعمول بها لشهادة المنتج.

## أمثلة على اختبارات الحرائق للمنتجات والأنظمة
- طريقة الاختبار القياسية ASTM E84 لخصائص الاحتراق السطحي لمواد البناء، والمعروفة أيضًا باسم اختبار نفق شتاينر.
- طريقة الاختبار القياسية ASTM E1354 لمعدلات إطلاق الحرارة والدخان المرئي للمواد والمنتجات باستخدام مقياس استهلاك الأكسجين.
- طريقة الاختبار القياسية ASTM D7309 لتحديد خصائص قابلية الاشتعال للدائن والمواد الصلبة الأخرى باستخدام قياس السعرات الحرارية للاحتراق على نطاق صغير.
- طريقة الاختبار القياسية ASTM D2863 لقياس الحد الأدنى لتركيز الأكسجين لدعم احتراق اللدائن على شكل شمعة (مؤشر الأكسجين).
- DIN 4102 الجزء 1 سلوك مواد البناء ومكونات البناء في مواجهة الحرائق – الجزء 1: مواد البناء والمفاهيم والمتطلبات والاختبارات.
- معيار UL 94 لاختبارات قابلية اشتعال اللدائن المستخدمة في أجزاء الأجهزة والأدوات.
- اختبارات UL 2221 لمجموعات غلاف قنوات الشحوم المقاومة للحريق.
- اختبارات الحريق UL 1479 لمانعات الحريق ذات الاختراق الكامل.
- اختبارات الحرائق السريعة UL 1709 لمواد الحماية للصلب الهيكلي.
- خزانات فوق الأرض محمية وفقًا لمعيار UL 2085 للسوائل القابلة للاشتعال والاحتراق.
- EN 16034 مجموعات أبواب المشاة والأبواب الصناعية والتجارية وأبواب المرأب والنوافذ القابلة للفتح -معيار المنتج وخصائص الأداء- خصائص مقاومة الحرائق و/أو التحكم في الدخان.
- FAR 25.853 [a-1] وASTM E 906 طريقة الاختبار القياسية لمعدلات إطلاق الحرارة والدخان المرئي للمواد والمنتجات، والمعروفة أيضًا باسم اختبار OSU.

## شروط إجراء الاختبار
عادةً ما تُستخدم دوليًا منحنيات متشابهة تقريبًا، تعتمد على قياسات الأخشاب المحترقة، لتقييم المباني. وفقًا لمعيار DIN 4102، يُعرّف منحنى درجة الحرارة الزمنية الموحد. لتطبيقات الهواء الطلق في المصافي والمصانع الكيميائية، تُستخدم منحنيات الهيدروكربون. كما تُستخدم منحنيات مختلفة للهيدروكربون في مجال الأنفاق، خاصة منذ مشروع "يوركا". تُعقِّد حرائق الأنفاق، خصوصًا في حالة حرائق الزيت أو الوقود، من إجراءات مكافحة الحرائق بسبب صعوبة زوال الحرارة بسرعة. في الهواء الطلق، مثلما يحدث في المصافي، تتجه الحرارة للأعلى، بينما يُشكل النفق نوعًا من المناخ الدقيق، مما يؤدي إلى درجات حرارة مرتفعة.
في التطبيقات البنائية التقليدية، توجد اختلافات طفيفة فقط بين المنحنيات على مستوى عالمي.
يوجد فرق كبير بين أمريكا الشمالية ودول صناعية أخرى هو أن العناصر الحرارية داخل الفرن مخفية في أنابيب، مما يُبطئ عملية القياس ويجعل الاختبارات في أمريكا الشمالية أكثر تحفظًا مقارنةً بمعايير المنظمة الدولية للمعايير. ومع ذلك، تكون منحنيات المنظمة الدولية للمعايير عمومًا أكثر حرارة. كما يستخدم اختبار مياه الإطفاء في أمريكا الشمالية، وهو غير شائع خارج اتفاقية التبادل الحر لشمال أمريكا. فقط البحرية الأمريكية تطلب اختبار ضغط 90 PSI للمكونات في سفنها. تتطلب ألمانيا اختبار اصطدام للجدران المقاومة للحريق، والذي يجب إجراؤه من الجانب المعاكس للنار.
من يرغب في توزيع منتجات الحماية من الحرائق على مستوى دولي يجب أن يمول ويقوم بعدة اختبارات، لأن العديد من الدول لا تعترف باختبارات البلدان الأخرى. رغم أن الاختبارات متشابهة للغاية، تختلف التشريعات في الدول المختلفة. أيضًا، تعتبر الاعتمادات من المعاهد بين الدول المختلفة غير قابلة للتطبيق في النزاعات القانونية.

### منحنيات الزمن/الحرارة لتقييم اختبارات الحريق للمكونات

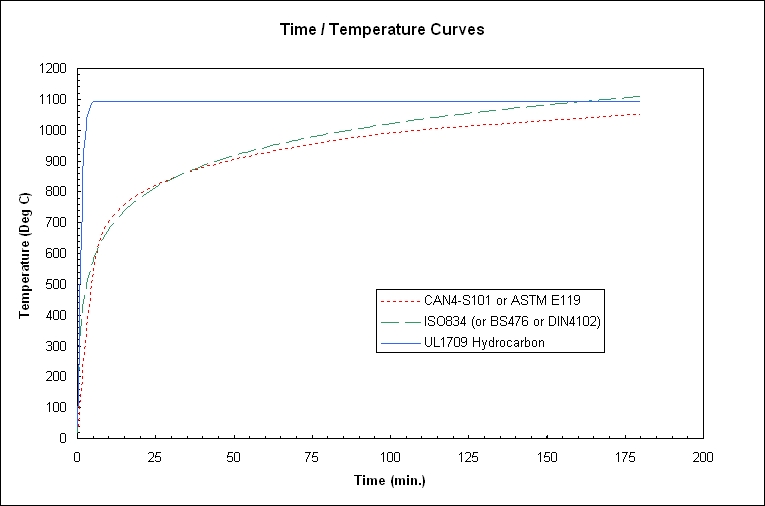
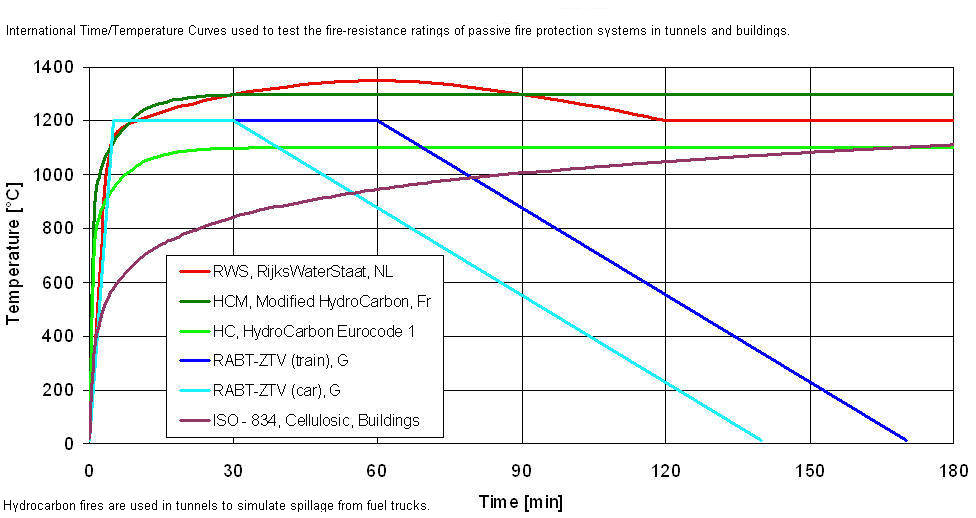
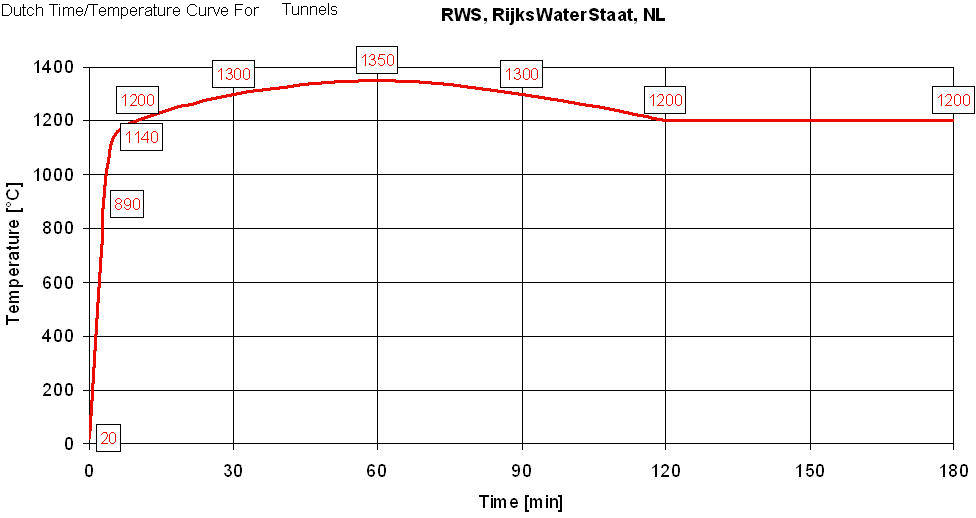
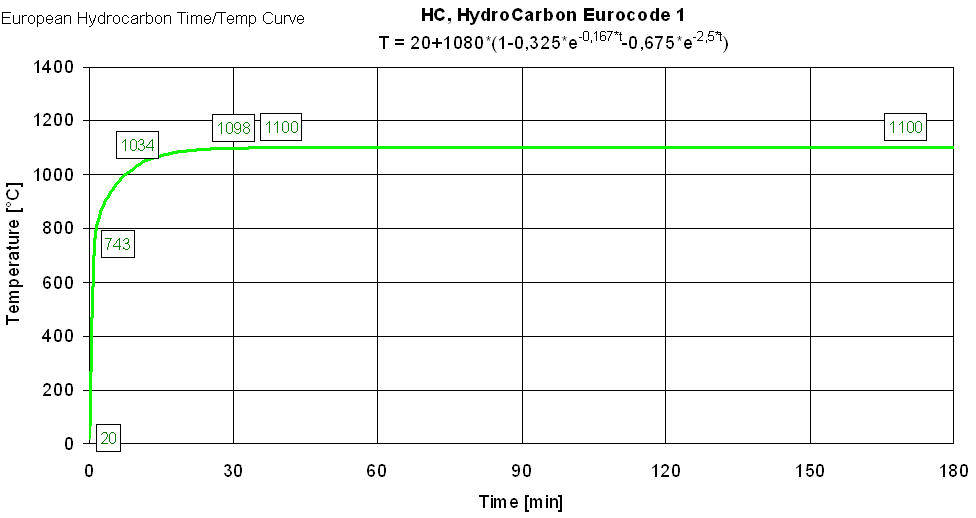
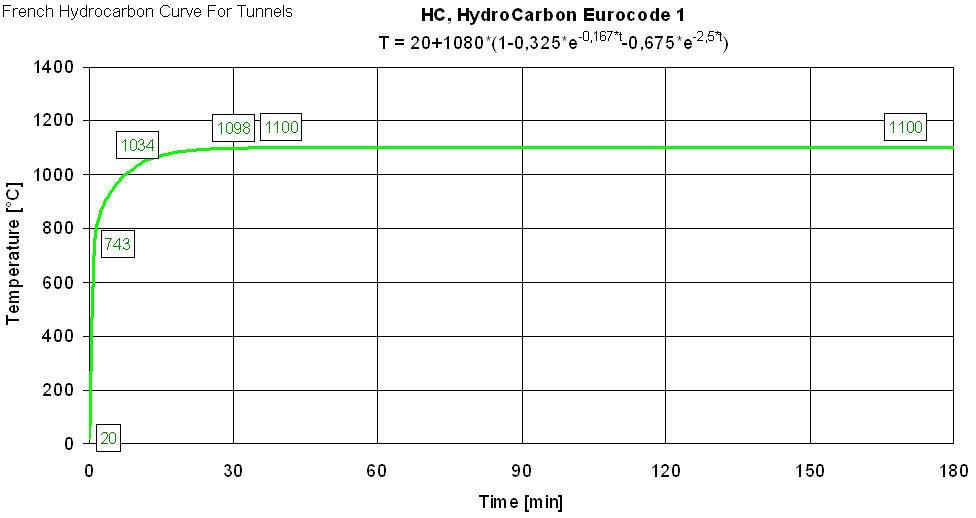
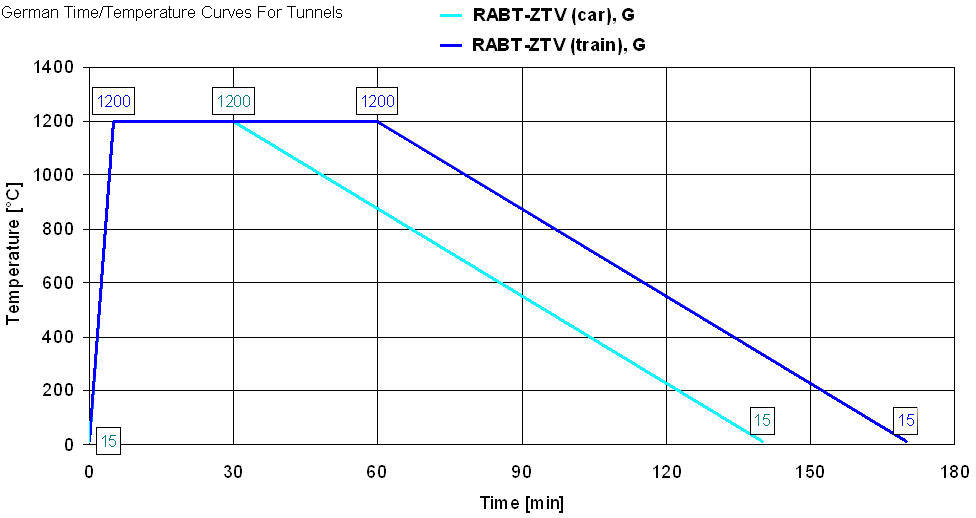

- تعتبر هذه التفاوتات نموذجية لجميع المعايير الدولية لاختبارات الحريق. إذا جرى تقليل التفاوت بشكل مفرط، فإنه يُسمح أحيانًا بإجراء الاختبار لفترة أطول لتعويض الحرارة المفقودة. قد يؤدي تطور الدخان بكثافة في غرفة الاحتراق، مثلما يحدث في الاختبارات التي تشمل العديد من الكابلات أو رغوة السيليكون أو الأنابيب البلاستيكية إلى هذه المشكلة.

## المنظمات القائمة بإجراء اختبارات الحرائق
- مختبرات ضمان الجودة.[1]
- مؤسسة البحث الجنوبية الغربية.[2]
- مجموعة CTT، كندا.[3]
- كورينتا، ألمانيا.[4]
- إكسوفا.
- مختبرات Applus+.
- شركة إن تي إيه.
- إنترتك.
- مختبرات التأمين.
- إف إم العالمية.
- المجلس الوطني للبحوث في كندا.
- iBMB في الجامعة التقنية براونشفايغ.
- EFECTIS (مختبرات إعادة تجميع مقاومة الحرائق CTICM وTNO).[5]
- خدمات اختبار (NGC).[6]
- توماس بيل رايت للاستشارات الدولية.

## اختبار الحرائق حسب الطلب
يمكن أن يعني اختبار الحريق أيضًا اختبارًا مخصصًا لجمع المعلومات لفهم خطر معين، مثل تكوين البناء أو التخزين. يمكن أن تكون الاختبارات على نطاق المختبر (على سبيل المثال، نقطة وميض السائل القابل للاشتعال)، أو على نطاق متوسط (على سبيل المثال، تصنيف السلع المخزنة)، أو على نطاق كامل (على سبيل المثال، تكرار تكوين تخزين الرف بأكمله). المعلومات النموذجية التي تُجمع من الاختبارات على نطاق واسع هي معدل إطلاق الحرارة مقابل الوقت، وإنتاج الدخان وتركيب الأنواع، والحرارة المشعة، والتفاعل مع أنظمة مكافحة الحرائق أو إخمادها.

## أمثلة على اختبارات الحرائق
تُجرى العديد من اختبارات الحرائق في المختبرات الرسمية لغرض الحصول على شهادة المنتج. ومع ذلك، فإن بعض مُصنّعي منتجات الحماية من الحرائق يحتفظون أيضًا بمرافقهم الخاصة ويُجرون الاختبارات لأغراض البحث والتطوير قبل الذهاب إلى إجراء اختبارات مُكلفة في منشأة تابعة لجهة خارجية.
تتوفّر في بعض الجامعات مجموعاتٌ بحثيةٌ متخصصةٌ في مكافحة الحرائق، وهي مُجهّزة لإجراء اختبارات الحرائق على مواد البناء.

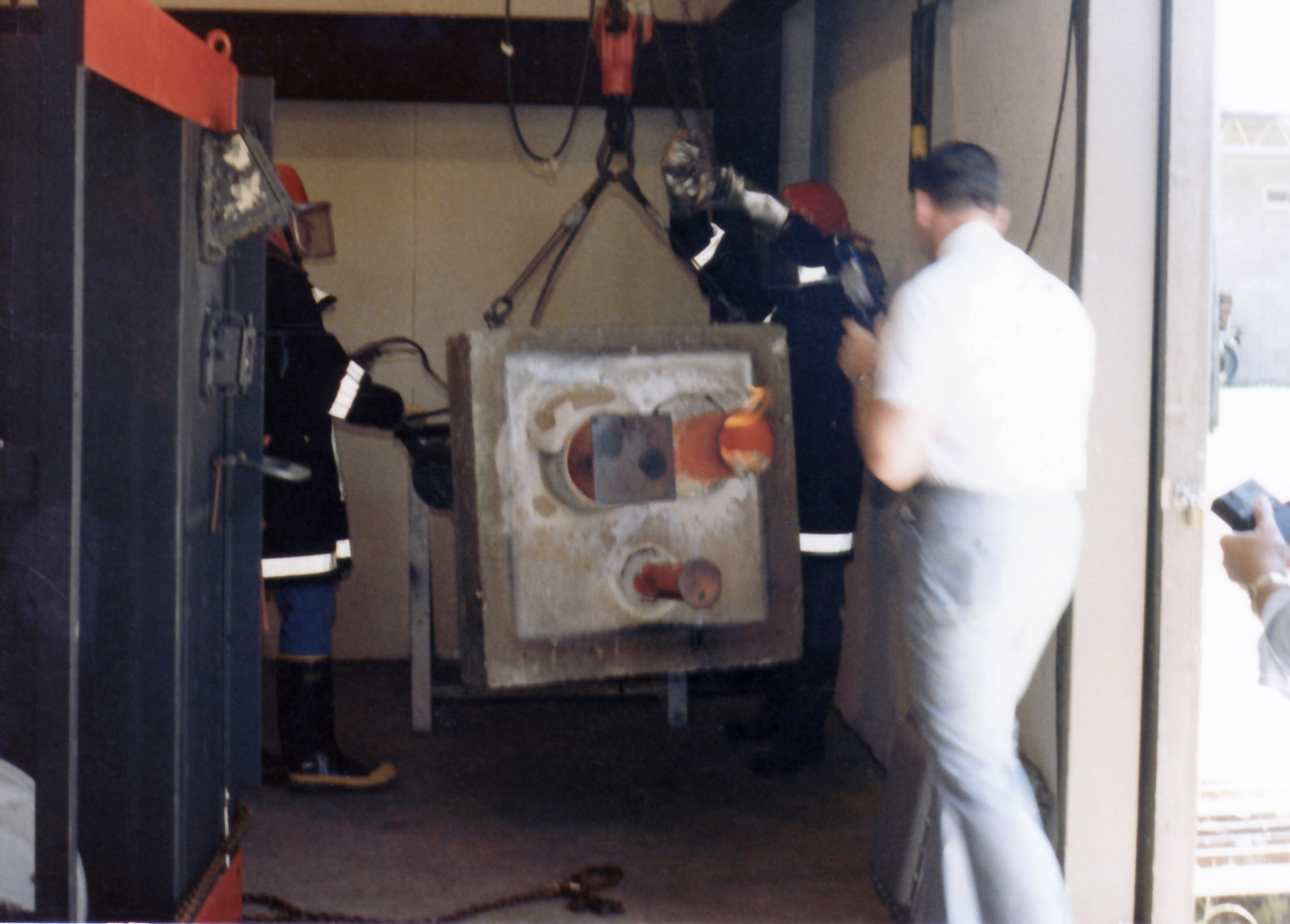
فرن اختبار حريق خاص يستخدمه مصنعو معدات مكافحة الحرائق لأغراض البحث والتطوير.
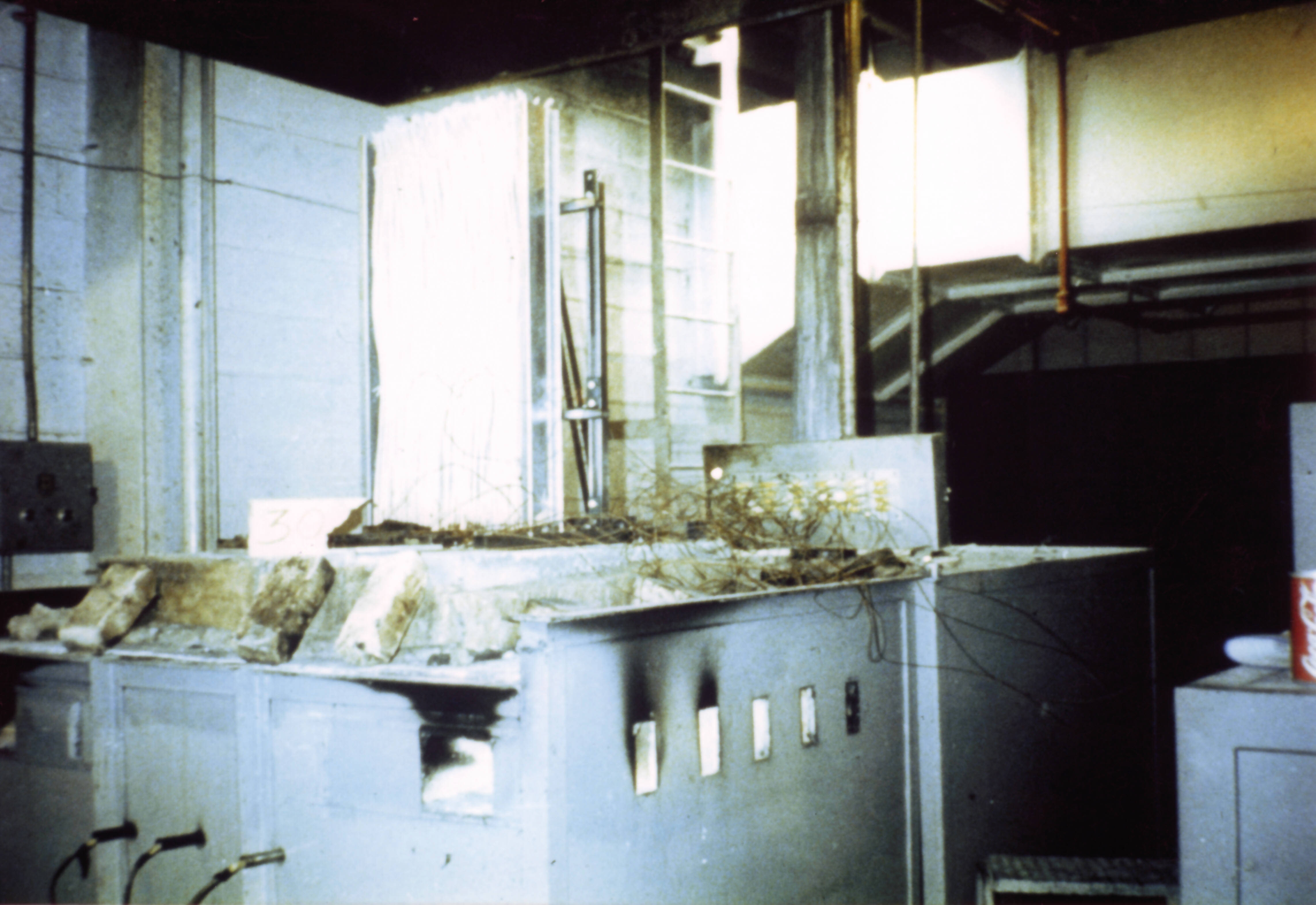
فرن اختبار خاص، جاهز لاختبار نظام إيقاف النار لرفوف الكابلات.
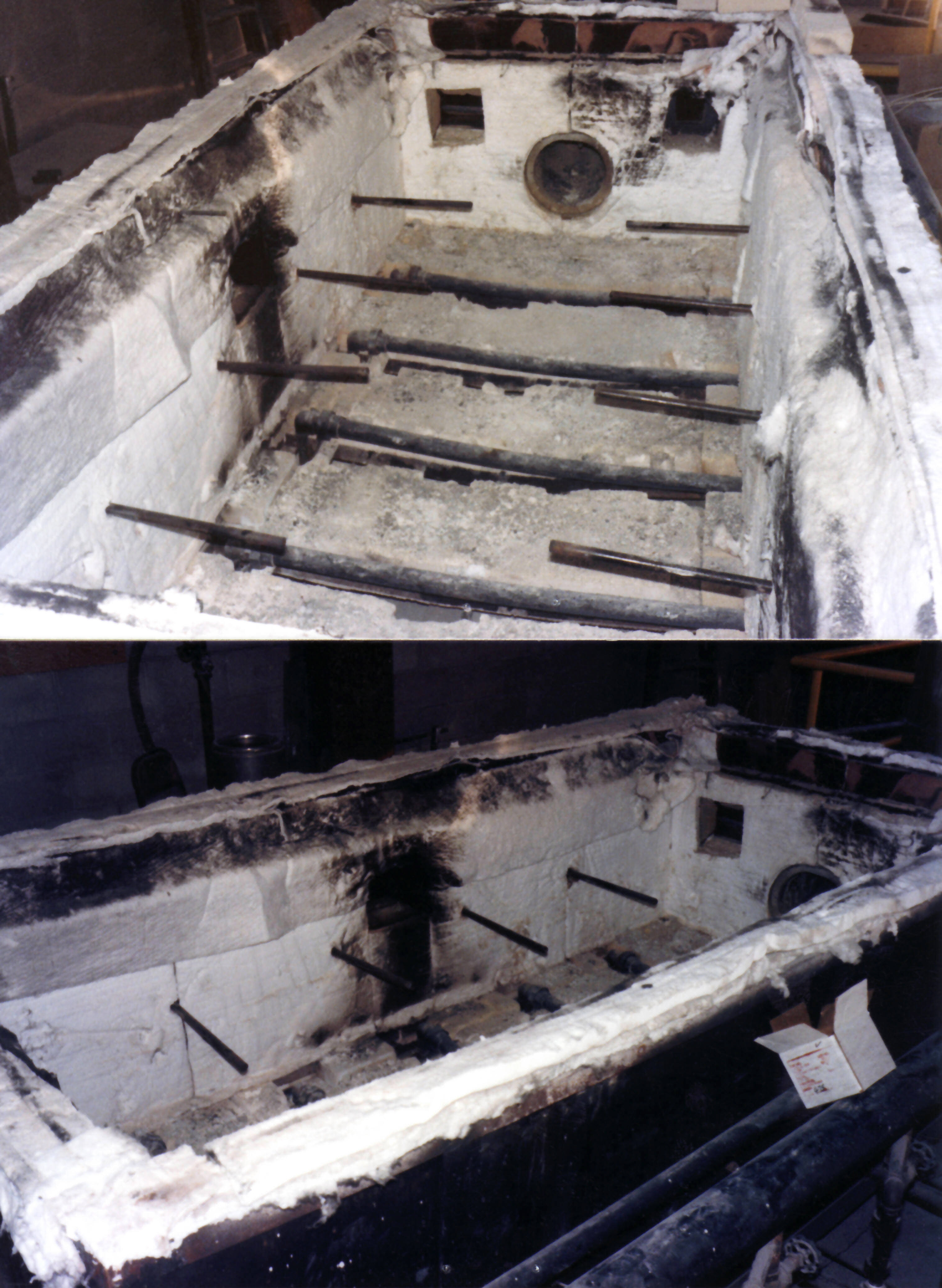
الفرن المستخدم في اختبارات الحريق.
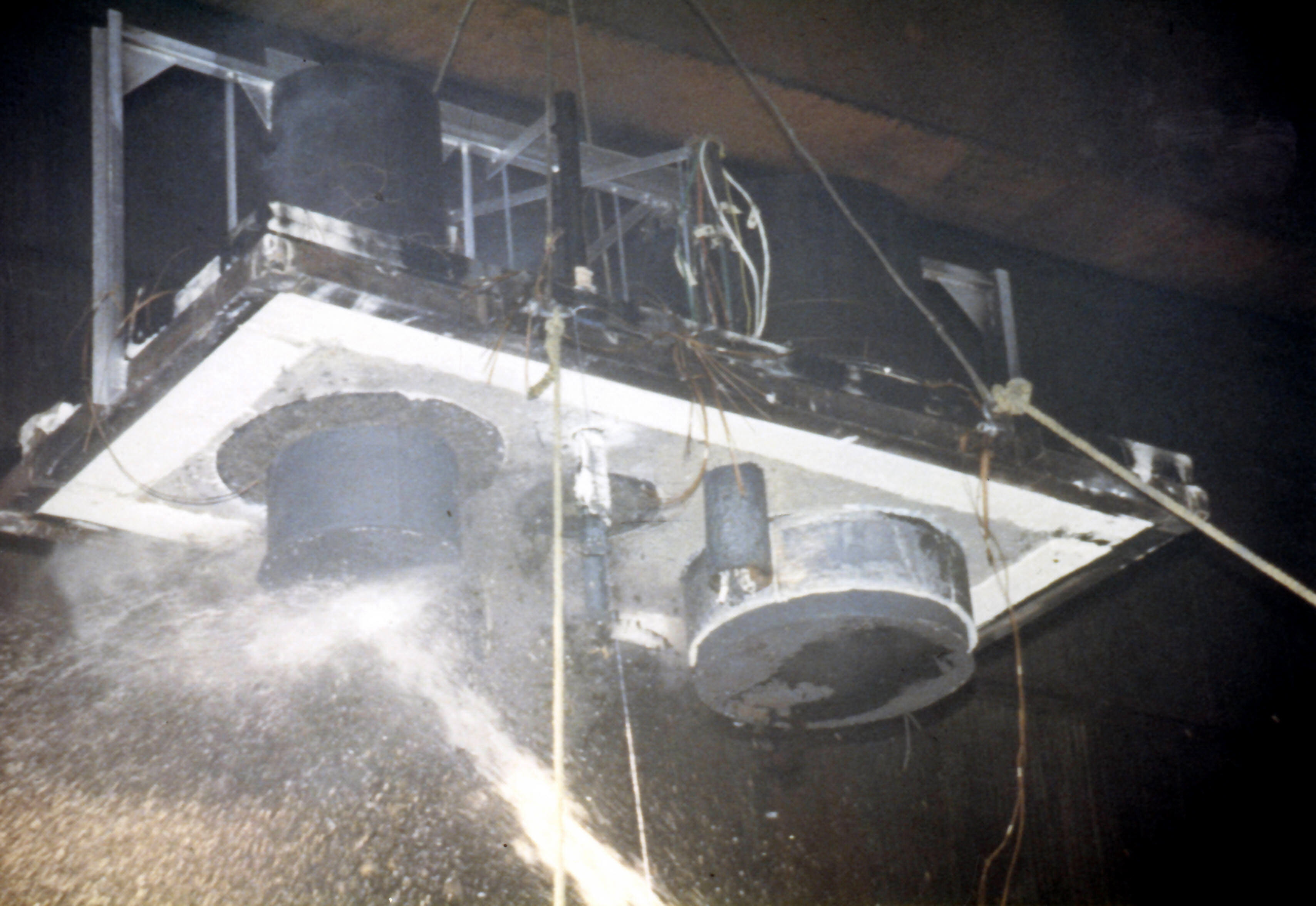
بعد إجراء اختبار تحمل النار مدة ثلاث ساعات بنجاح، يجري تطبيق تيار الخرطوم.